# Wolf Witzemann
Wolfgang Witzemann (* 28. Juni 1924 in Feldkirch, Österreich; † 27. Juli 1991 in München) war ein österreichischer Szenenbildner beim internationalen Film und beim Fernsehen.

## Leben
Witzemann hatte seine berufliche Laufbahn zu Beginn des Zweiten Weltkriegs als Hilfsbeleuchter an den Städtischen Bühnen von Augsburg begonnen. Nach seinem Wehrdienst 1942–1944 kehrte er ans Theater nach Augsburg zurück. Im Februar 1946 begann Witzemann als Tontechniker, technischer Assistent und Inspizient beim Vorarlberger Landestheater in Bregenz.
1948 wechselte er zum Film und arbeitete zunächst als einfacher bzw. zweiter Architekt an internationalen, im ÖFA-Atelier in Thiersee entstandenen Produktionen. So war er beispielsweise an den Kulissen zu den beiden französischen Filmen Das träumende Herz und Blaubart beteiligt. 1953 übersiedelte Witzemann nach Wien. Unter Anleitung der erfahrenen Kollegen Werner Schlichting und Otto Pischinger unternahm er bis 1955 seine ersten Schritte als Chefarchitekt. Wurde Witzemann anfangs vor allem mit der Ausführung von Entwürfen anderer Szenenbildner betraut, so arbeitete er ab 1956 als alleinverantwortlicher Chefarchitekt. Einzig bei teilweise in Österreich entstandenen, internationalen Produktionen wie John Hustons Freud und Eine Reise mit der Liebe und dem Tod beschränkte sich Wolf Witzemann auch später auf untergeordnete Aufgaben wie das Design der Dekorationen für die vor Ort entstandenen Szenen.
Der deutsche und österreichische Film verlangte von Witzemann überwiegend die Bauten zu Heimatfilmen wie Försterliesel, Wer die Heimat liebt oder Der Wilderer vom Silberwald und zu Lustspielen vom Schlage Jungfrauenkrieg, Unsere tollen Nichten oder Sing, aber spiel nicht mit mir.
Vor allem seit Anbruch der 1970er Jahre gewann das Fernsehen als neuer Auftraggeber erheblich an Bedeutung in seiner Karriere. Dieses Medium verlangte Witzemann ambitioniertere Dekoentwürfe ab. So betreute er hochrangige Einzelproduktionen wie Josef Süß-Oppenheimer und Der Zwiebelturm aber auch Mehrteiler wie Die Reventlow und Jack Holborn sowie, zusammen mit der Kollegin Herta Hareiter, die Serie Die Alpensaga. Außerdem stattete Wolf Witzemann über 30 Fernsehshows für die ARD, das ZDF und den ORF aus und arbeitete auch immer wieder für das Theater (Grazer Oper, Wiener Kammeroper, Landestheater von Linz, Städtische Bühnen von Münster).
Witzemann war auch jenseits des Showbusiness, Film und Fernsehen tätig. So betreute er beispielsweise mehrmals Messestände und gestaltete den Umbau von Restaurants.

## Filmografie
als Chefarchitekt, einfacher Architekt oder Ausstatter
- 1949: Das träumende Herz (Maria Chapdelaine)
- 1951: Blaubart
- 1953: Die letzte Brücke
- 1954: Der letzte Akt
- 1955: Reich mir die Hand, mein Leben
- 1956: Hengst Maestoso Austria
- 1956: Försterliesel
- 1956: Verlobung am Wolfgangsee
- 1956: Der Schandfleck
- 1956: K. u. K. Feldmarschall
- 1956: Wer die Heimat liebt (Das heilige Erbe)
- 1957: Ober, zahlen!
- 1957: Der Jungfrauenkrieg
- 1957: Dort in der Wachau
- 1957: Heiratskandidaten
- 1957: Der Wilderer vom Silberwald
- 1957: Der Pfarrer von St. Michael
- 1957: Gefährdete Mädchen
- 1958: Hallo Taxi
- 1958: Sebastian Kneipp – Ein großes Leben
- 1958: Die Reise
- 1958: Herrn Josefs letzte Liebe
- 1959: Tausend Sterne leuchten
- 1959: Prinzessin Olympia (Olimpia)
- 1959: Katja, die ungekrönte Kaiserin (Katia)
- 1960: Frauen in Teufels Hand
- 1960: Am Galgen hängt die Liebe
- 1960: Schlußakkord
- 1961: Schlagerparade 1961
- 1961: Kaiserliche Hoheit (Napoléon II, l’aiglon)
- 1961: Der Korporal in der Schlinge (Le caporal épinglé, auch Kostüme)
- 1961: Freud
- 1962: Das ist die Liebe der Matrosen
- 1963: Sing, aber spiel nicht mit mir
- 1963: Die lustigen Vagabunden (Das haben die Mädchen gern)
- 1963: Unsere tollen Nichten
- 1963: Die schwarze Kobra
- 1963: Maskenball bei Scotland Yard
- 1963: Einer frißt den anderen
- 1964: Das Haus auf dem Hügel
- 1964: Happy-End am Wörthersee (Happy-End am Attersee)
- 1964: DM-Killer
- 1965: Die Liebesquelle
- 1968: Mayerling
- 1968: Schamlos
- 1969: Eine Reise mit der Liebe und dem Tod (A Walk With Love and Death)
- 1972: Der große Walzer (The Great Waltz)
- 1977: Waldrausch
- 1977: Winterspelt 1944
- 1980: Jägerschlacht(UA: 1982)